# Segundo Gobierno Ramelow
El Segundo Gobierno de Bodo Ramelow ejerció el poder ejecutivo de Turingia, a partir del 4 de marzo de 2020 hasta el 12 de diciembre de 2024. Encabezado por el político Bodo Ramelow, el gobierno estuvo integrado por los partidos políticos La Izquierda (Die Linke), Partido Socialdemócrata de Alemania (SPD) y Alianza 90/Los Verdes (B'90/Grüne).

## Mandato
Este gobierno estuvo dirigido por el ministro presidente postsocialista Bodo Ramelow. Estuvo formado y apoyado por una coalición entre La Izquierda (Die Linke), el Partido Socialdemócrata de Alemania (SPD) y la Alianza 90/Los Verdes (B'90/Grüne). Juntos tenían 42 diputados de 90 de los escaños en el Parlamento Regional Turingio.
Por lo tanto, sucedió al Gobierno Kemmerich, formado por el FDP en ultra minoría y fue reemplazado por el Gobierno Voigt.

## Formación del Gobierno
Una carta abierta publicada el 5 de noviembre y firmada por 17 miembros estatales de CDU causó controversia. Aunque la  carta abierta sólo instaba a la CDU regional a mantener negociaciones con todos los partidos electos en el Parlamento antes de descartar alianzas, fue criticada por miembros de la CDU nacional y de otros Estados federados, que interpretaron esto como un llamado velado a trabajar con AfD. A principios de esa semana, el vicepresidente estatal de la CDU Michael Heym también sugirió explorar una coalición CDU-AfD-FDP.
El ministro-presidente Ramelow invitó al líder de la CDU, Mohring, a discutir formalmente durante la semana del 4 de noviembre, pero luego retiró la invitación el 9 de noviembre alegando que Mohring había violado la discreción al publicar mensajes de texto enviados entre ellos. Al mismo tiempo, el secretario general estatal de la CDU, Raymond Walk, reiteró el rechazo de su partido a cualquier asociación con La Izquierda.
Después del colapso de las negociaciones de coalición, Ramelow anunció su intención de continuar liderando un gobierno minoritario rojo-rojo-verde. En la apertura del parlamento el 5 de febrero de 2020, Ramelow se presentó a las elecciones, mientras que AfD nominó al alcalde local independiente Christoph Kindervater. El proceso de elección involucra dos votaciones secretas en las cuales un candidato requiere una mayoría absoluta (46 votos afirmativos) para ser elegido, después de lo cual una tercera y última votación requiere solo una pluralidad. El líder del FDP, Thomas Kemmerich, anunció que se presentaría en esta tercera votación, si fuera necesario. Después de dos votaciones en las que Ramelow recibió 43 y 44 votos a favor, respectivamente, Kemmerich ingresó en la tercera y recibió el apoyo de CDU, FDP y AfD, obteniendo con 45 votos la mayoría necesaria. Esto marcó la primera vez en que un Ministro-Presidente alemán fue elegido con el apoyo de la AfD.
Los partidos de izquierda, así como algunos personeros dentro del FDP nacional, criticaron duramente a la CDU por romper el cordón sanitario que se mantenía con AfD. Mohring declaró que su partido apoyaba a Kemmerich como candidato de compromiso centrista, reiteró que no trabajarían con AfD y pidió a Kemmerich que dejara en claro que AfD no sería invitado a ninguna coalición gobernante, aunque esto también dejaría a Kemmerich sin un bloque parlamentario viable con el cual gobernar. La Izquierda y los Verdes inmediatamente descartaron trabajar con Kemmerich y pidieron nuevas elecciones.
La líder nacional de la CDU, Annegret Kramp-Karrenbauer, también criticó a la CDU estatal por "[actuar] en contra de los deseos" del partido nacional, y planteó la posibilidad de nuevas elecciones como la forma "más limpia" de romper el punto muerto. En una declaración posterior en Twitter, pidió a los legisladores estatales de la CDU que se abstengan de participar en un gabinete de Kemmerich y pidió directamente nuevas elecciones.
El 6 de febrero de 2020 finalmente Kemmerich anunció que renunciaría y convocaría nuevas elecciones. Seguirá siendo primer ministro interino hasta nuevas elecciones. 
De acuerdo con la ley estatal, una moción para disolver el parlamento y convocar elecciones anticipadas requeriría de una mayoría de dos tercios (60 votos); Un voto de confianza en el Ministro-Presidente requeriría 46 votos para aprobar o dar como resultado una nueva elección de Ministro-Presidente en caso de fracaso.
A fines de febrero, la próxima elección del Ministro-Presidente fue programada para el 4 de marzo, y al mismo tiempo se acordó que los ciudadanos con derecho a voto elegirán un nuevo parlamento estatal en abril de 2021.
Luego de sucesivas negociaciones, se estableció que se apoyaría a Bodo Ramelow para Ministro-Presidente, y que él liderará un gobierno interino durante los próximos 13 meses hasta que se celebren las elecciones. Este gobierno comprenderá la misma alianza rojo-rojo-verde que gobernó Turingia desde 2014 hasta febrero de 2020, pero no buscará aprobar un presupuesto antes de las elecciones.

## Gabinete ministerial
La Izquierda     Partido Socialdemócrata de Alemania     Alianza 90/Los Verdes

### Ministro Presidente de Turingia
| Fotografía | Ministro presidente | Período            | Período                 | Partido | Partido |
| Fotografía | Ministro presidente | Inicio             | Fin                     | Partido | Partido |
| ---------- | ------------------- | ------------------ | ----------------------- | ------- | ------- |
|            | Bodo Ramelow        | 4 de marzo de 2020 | 12 de diciembre de 2024 |         |         |

### Viceministros presidentes de Turingia
| Fotografía | Vice primeros ministros | Período              | Período                 | Partido | Partido |
| Fotografía | Vice primeros ministros | Inicio               | Fin                     | Partido | Partido |
| ---------- | ----------------------- | -------------------- | ----------------------- | ------- | ------- |
|            | Wolfgang Tiefensee      | 4 de marzo de 2020   | 31 de agosto de 2021    |         |         |
|            | Georg Maier             | 31 de agosto de 2021 | 12 de diciembre de 2024 |         |         |
|            | Anja Siegesmund         | 4 de marzo de 2020   | 31 de enero de 2023     |         |         |
|            | Bernhard Stengele       | 31 de enero de 2023  | 12 de diciembre de 2024 |         |         |

### Ministros
| Ministerio                                            | Fotografía | Titular                | Período              | Período                 | Partido | Partido |
| Ministerio                                            | Fotografía | Titular                | Inicio               | Fin                     | Partido | Partido |
| ----------------------------------------------------- | ---------- | ---------------------- | -------------------- | ----------------------- | ------- | ------- |
| Cultura, Asuntos Federales y Europeos                 |            | Benjamin-Immanuel Hoff | 4 de marzo de 2020   | 12 de diciembre de 2024 |         |         |
| Economía, Ciencia y Sociedad Digital                  |            | Wolfgang Tiefensee     | 4 de marzo de 2020   | 12 de diciembre de 2024 |         |         |
| Educación, Juventud y Deporte                         |            | Helmut Holter          | 4 de marzo de 2020   | 12 de diciembre de 2024 |         |         |
| Finanzas                                              |            | Heike Taubert          | 4 de marzo de 2020   | 12 de diciembre de 2024 |         |         |
| Infraestructura y Agricultura                         |            | Susanna Karawanskij    | 4 de marzo de 2020   | 12 de diciembre de 2024 |         |         |
| Interior y Comunidades                                |            | Georg Maier            | 4 de marzo de 2020   | 12 de diciembre de 2024 |         |         |
| Medio Ambiente, Energía y Protección de la Naturaleza |            | Anja Siegesmund        | 4 de marzo de 2020   | 31 de enero de 2023     |         |         |
| Medio Ambiente, Energía y Protección de la Naturaleza |            | Bernhard Stengele      | 31 de enero de 2023  | 12 de diciembre de 2024 |         |         |
| Migración, Justicia y Protección del Consumidor       |            | Dirk Adams             | 4 de marzo de 2020   | 1 de febrero de 2023    |         |         |
| Migración, Justicia y Protección del Consumidor       |            | Doreen Denstädt        | 1 de febrero de 2023 | 12 de diciembre de 2024 |         |         |
| Trabajo, Asuntos Sociales, Sanidad, Mujer y Familia   |            | Heike Werner           | 4 de marzo de 2020   | 12 de diciembre de 2024 |         |         |